# ديف هاتشيسون
ديف هاتشيسون هو لاعب هوكي الجليد كندي، ولد في 2 مايو 1952 في لندن في كندا.

## وصلات خارجية
- ديف هاتشيسون على موقع دوري الهوكي الوطني (الإنجليزية)
- ديف هاتشيسون على موقع EliteProspects.com (الإنجليزية)
- ديف هاتشيسون على موقع HockeyDB.com (الإنجليزية)
- ديف هاتشيسون على موقع Hockey-Reference.com (الإنجليزية)